# Sociedad Lingüística de Estados Unidos
La Sociedad Lingüística de Estados Unidos de América (en inglés Linguistic Society of America, LSA) es una sociedad científica de lingüistas. Fue fundada en 1924 para avanzar en el estudio científico del lenguaje humano, así como divulgar la investigación lingüística a un público más amplio a través de sus publicaciones, congresos anuales, cursos de verano bienales o su revista académica Language. La LSA tiene unos 5.000 miembros y da la bienvenida a los lingüistas de todas las disciplinas. Además de la investigación, la Sociedad también contribuye a los debates sobre políticas en temas como la educación bilingüe o el movimiento English-only.
Hermann Collitz, primer presidente de la LSA, fue elegido en 1925. Desde el final de su mandato muchos lingüistas destacados han ocupado la presidencia; entre ellos, Franz Boas (1928), Edward Sapir (1933), Zellig Harris (1955), Leonard Bloomfield (1935), Roman Jakobson (1956), Mary Rosamund Haas (1963), Morris Halle (1974), Peter Ladefoged (1978), William Labov (1979), Walt Wolfram (2001) y Joan Bybee (2004). El presidente actual de la LSA ( desde 2014) es Joan Maling.

## Misión
La misión principal de la LSA es avanzar en el estudio científico del lenguaje. La LSA aspira en un mundo en que la naturaleza esencial de la lengua y su papel central en la vida humana sea asimilado por todos. Para cumplir su misión, la LSA ha establecido los siguientes objetivos:
1. Promover el estudio científico del lenguaje a través de la publicación, la presentación y discusión de la erudición lingüística.
2. Fomentar la interacción y la comunicación entre los investigadores interesados en el estudio científico del lenguaje.
3. Apoyar a los académicos interesados en el estudio científico del lenguaje en la investigación de sus metas profesionales.
4. Educar e informar el público y a la comunidad científica en general sobre el estudio científico del lenguaje.

Para lograr estos objetivos, la LSA ha adoptado y continúa siguiendo su Plan Estratégico a largo plazo.

## Publicaciones
La LSA publica una serie de revistas incluida Language  y Semantics and Pragmatics. Language y cuenta con importantes artículos y breves informes de investigaciones originales que cubren todas las áreas del campo de todos los marcos teóricos. También contiene reseñas de artículos publicados recientemente y libros de especial interés para la comunidad lingüística, algunos de los cuales son premios Leonard Bloomfield Book Award de la LSA. Entre 2007 y 2013 la LSA también ha patrocinado eLanguage, una plataforma online de publicaciones de acceso abierto.

## Congresos
El Congreso anual de la LSA se celebra cada mes de enero. Se trata de una conferencia de cuatro días el programa de la cual consta de conferenciantes plenarios, simposios y sesiones de cartel para los investigadores que comparten su trabajo con ayuda visual. La Sociedad Americana del Dialecto, la Sociedad Americana del Nombre, la Asociación para la Historia de las Ciencias del Lenguaje, la Sociedad por el Pidgin y Lenguas Criollas de #América del Norte y la Sociedad para el Estudio de las Lenguas Indígenas de las Amèriques hacen encuentros conjuntos con la LSA.
El Encuentro Anual de 2014 incluyó una sesión de celebración que conmemora el 90è cumpleaños de la fundación de la LSA.
El lugar de la reunión es cíclico, alternando entre las ciudades de la cuesta este, cuesta oeste y en el Medio Oeste. La siguiente es una lista de las reuniones pasadas y futuras y su ubicación:
- Albuquerque, NM 2006
- Anaheim, CA 2007
- Chicago, IL 2008
- San Francisco, CA 2009
- Baltimore, MD 2010
- Pittsburgh, PA 2011
- Portland, ORO 2012
- Boston, MI. 2013[7][8]
- Minneapolis, MN 2014[9]
- Portland, ORO 2015[10]
- Washington D. C. 2016
- Austin, TX 2017
- Salt Lake City, UT 2018

## Institutos lingüísticos
La LSA organiza un cursos de verano con carácter bienal, es decir, una escuela de verano de cuatro a seis semanas de duración en la que expertos en la materia llevan a cabo cursos lingüísticos, charlas y talleres para unos 400 estudiantes, profesores y otros interesados en la lingüística. Cada Instituto rinde homenaje a las contribuciones de los lingüistas particulares con el nombramiento de los presidentes titulados: la cátedra Edward Sapir en lingüística general, cátedra Collitz en lingüística histórica, y desde 2005 la cátedra Ken Jalo en trabajo de campo lingüístico y preservación de lenguas amenazadas.
Los lugares y fechas de los cursos son los siguientes:
- Universidad Stanford 2007
- Universidad de California en Berkeley 2009
- Universidad de Colorado en Boulder 2011
- Universidad de Míchigan en Ann Arbor 2013
- Universidad de  Chicago 2015

## Resoluciones y declaraciones
La LSA se pronuncia sobre muchos temas relacionados con el lenguaje, especialmente las relativas a las políticas públicas. Por ejemplo, el 1987 la LSA tomó oficialmente una postura en contra del movimiento English-only a los Estados Unidos. La declaración de la LSA argumentó que "las medidas English-only ... se basan en ideas erróneas sobre el papel de una lengua común en el establecimiento de la unidad política, y ... son incompatibles con las tradiciones norteamericanas básicas de la tolerancia lingüística."
En 1997 una resolución de LSA apoyó la junta escolar de Oakland en su intento de favorecer que la enseñanza los estudiantes afroestadounidenses de dicha ciudad fuese en "ebonics", y no en inglés, por ser "ebonics" su idioma principal.

## Presidentes
Han sido presidentes de la Sociedad Lingüística de Estados Unidos de América los siguientes:
- Hermann Collitz 1925
- Maurice Bloomfield 1926
- Carl Darling Buck 1927
- Franz Boas 1928
- Charles H. Grandgent 1929
- Eduard Prokosch 1930
- Edgar H. Sturtevant 1931
- George Melville Bolling 1932
- Edward Sapir 1933
- Franklin Edgerton 1934
- Leonard Bloomfield 1935
- George T. Flom 1936
- Carl Darling Buck 1937
- Louis Herbert Gray 1938
- Charles C. Fries 1939
- Alfred L. Kroeber 1940
- Roland Grubb Kent 1941
- Hans Kurath 1942
- Fred N. Robinson 1943
- Kemp Malone 1944
- Y. R. Chao 1945
- E. Adelaide Hahn 1946
- Albrecht Goetze 1947
- Hayward Keniston 1948
- Murray B. Emeneau 1949
- Einar Haugen 1950
- Joshua Whatmough 1951
- George S. Lane 1952
- Bernard Bloch 1953
- Charles F. Voegelin 1954
- Zellig Harris 1955
- Roman Jakobson 1956
- W. Freeman Twaddell 1957
- Henry M. Hoenigswald 1958
- Harry Hoijer 1959
- George L. Trager 1960
- Kenneth L. Pike 1961
- Albert H. Marckwardt 1962
- Mary R. Haas 1963
- Charles Hockett 1964
- Yakov Malkiel 1965
- J. Milton Cowan 1966
- William G. Moulton 1967
- Eugene Nida 1968
- Archibald A. Hill 1969
- Charles A. Ferguson 1970
- Eric P. Hamp 1971
- Dwight L. Bolinger 1972
- Winfred P. Lehmann 1973
- Morris Halle 1974
- Thomas A. Sebeok 1975
- Rulon S. Wells 1976
- Joseph H. Greenberg 1977
- Peter Ladefoged 1978
- William Labov 1979
- Ilse Lehiste 1980
- Fred W. Householder 1981
- Dell H. Hymes 1982
- Arthur S. Abramson 1983
- Henry R. Kahane 1984
- Victoria A. Fromkin 1985
- Barbara H. Partee 1986
- Elizabeth C. Traugott 1987
- Calvert Watkins 1988
- William Bright 1989
- Robert Austerlitz 1990
- Charles J. Fillmore 1991
- Arnold M. Zwicky 1992
- Lila R. Gleitman 1993
- Kenneth L. Hale 1994
- Emmon Bach 1995
- James D. McCawley 1996
- Janet Dean Fodor 1997
- D. Terence Langendoen 1998
- Joan Bresnan 1999
- David Perlmutter 2000
- Walt Wolfram 2001
- Frederick J. Newmeyer 2002
- Ray Jackendoff 2003
- Joan Bybee 2004
- Mark Aronoff 2005
- Sally McConnell-Ginet 2006
- Stephen R. Anderson 2007
- Ellen Prince 2008
- Sarah Thomason 2009
- David Lightfoot 2010
- Sandra Chung 2011
- Keren Rice 2012
- Ellen Kaisse 2013